# Styczeń (film)
Styczeń (łot. Janvāris) – łotewsko-litewsko-polski dramat filmowy z 2022 roku w reżyserii Viestursa Kairišsa. Zdjęcia kręcono w Rydze.
Światowa premiera filmu odbyła się 10 czerwca 2022 roku w ramach Tribeca Film Festival. Na ekrany polskich kin obraz wszedł 31 marca 2023 roku.

## Fabuła
Akcja filmu rozgrywa się w 1991 roku. W tle trwają protesty i walka polityczna o niepodległość Łotwy.
Głównym bohaterem filmu jest Jazis, 19-letni chłopak, który dorasta na Łotwie w burzliwych latach 90. Poznaje on Annę, z którą różni go wiele rzeczy: charakter, styl życia i sytuacja finansowa. Oboje jednak kochają kino i zapisują się do szkoły filmowej.

## Obsada
- Kārlis Arnolds Avots jako Javis
- Alise Dzene jako Anna
- Sandis Runge
- Baiba Broka
- Aleksas Kazanavičius
- Juhan Ulfsak

## Produkcja
- Autor zdjęć – Wojciech Staroń
- Montaż – Armands Začs
- Scenografia – Ieva Jurjāne
- Muzyka – Justé Janulytė
- Dźwięk – Rūta Lečaitė
- Kolorystyka – Magdalena Kulak
- Kierownik produkcji – Joanna Tatko
- Polski pion operatorski: Kamila Serwicka, Piotr Kostarczyk, Dominik Szczerbowicz, Paweł Jóźwicki i Tomasz Pawlik

## Nagrody
Warszawski Międzynarodowy Festiwal Filmowy (2022)
- Najlepszy reżyser – Viesturs Kairišs[4]

MFF w Rzymie (2022)
- Najlepszy film – Viesturs Kairišs[5]
- Najlepszy reżyser – Viesturs Kairišs
- Najlepszy aktor – nagroda im. Vittorio Gassmana – Karlis Arnolds Avots